# Грин (Роуд Ајланд)
Грин (енгл. Greene) насељено је место без административног статуса у америчкој савезној држави Роуд Ајланд.

## Демографија
По попису из 2010. године број становника је 888.
| Група             | 2000.    | 2010.       |
| Белци             | 0 (0,0%) | 857 (96,5%) |
| Афроамериканци    | 0 (0,0%) | 7 (0,8%)    |
| Азијати           | 0 (0,0%) | 5 (0,6%)    |
| Хиспаноамериканци | 0 (0,0%) | 9 (1,0%)    |
| Укупно            | 0        | 888         |